# 湘潭州
湘潭州，元朝时设置的州。
元贞元年（1295年），升湘潭县为州，治所在今湖南省湘潭市。属天临路。明朝洪武三年（1370年）又降为县。 